# Hunfalvyho chata
Hunfalvyho chata (polsky Schronisko Hunfalvyego, maďarsky Hunfalvy-menedékház, Hunfalvy-menház, Hunfalvy-kunyhó, Hunfalvy-gunyhó, německy Hunfalvyhütte, Hunfalvy-Schutzhaaus) je bývalá chata, která se nacházela na Vyšné Velické poľaně ze severní strany dnešní Tatranské magistrály.

## Historie chaty
Chatu postavil Uherský karpatský spolek. S projektem se začali jeho členové zabývat v roce 1875. Chtěli zde zřídit velkou chatu, ale neměli dostatek finančních prostředků. Nakonec se spokojili s menším objektem. Na stavbu chaty přispělo ředitelství lázní v Novém Smokovci a ve Starém Smokovci. Dřevěnou chatu, v níž byla kromě velké obytné místnosti kuchyň s komorou a pokoj chataře, postavili a následně předali veřejnosti roce 1878. Pojmenovali ji podle zakladatele uherské vědecké geografie Jána Hunfalvyho. Hufalvy byl také navíc zakladatelem budapešťské odbočky spolku.
V chatě až do otevření Slezského domu přes letní měsíce hospodařil chatař z řad některých starších horských vůdců. Nenabízela velký komfort. Jelikož zvýšený turistický ruch potřeboval lepší služby, nechala Slezská sekce Uherského karpatského spolku postavit na začátku Velické doliny Slezský dům. Za účasti více než 100 lidí jej otevřeli 2. června 1895. Hufalvyho chata pomalu chátrala a v roce 1913 vyhořela.